# Drets del col·lectiu LGBT a Palau
A Palau, la població lèsbica, gai, bisexual i transgènere (LGBT) no té les mateixes proteccions legals que la resta de la població i pot enfrontar-se a problemes socials propis. L'activitat sexual entre persones del mateix sexe és legal al país des del 23 de juliol del 2014, quan va entrar en vigor el codi penal vigent, però les parelles homosexuals no són elegibles per a les mateixes proteccions legals que les parelles heterosexuals. El matrimoni homosexual hi està prohibit constitucionalment i no hi ha lleis que protegeixin els individus LGBT contra la discriminació per gènere ni per orientació sexual. El 2011, Palau va signar una declaració de les Nacions Unides per a l'eliminació dels actes violents i les violacions dels drets humans per motiu de l'orientació sexual o la identitat de gènere, en què es condemnava la LGBTIfòbia en forma de violència o de discriminació.

## Legalitat de l'activitat homosexual
Fins al 2014, a Palau el sexe entre hòmens era il·legal i tenia una condemna de fins a deu anys a presó; en canvi, el sexe entre dones era legal. L'activitat sexual entre hòmens estava prohibida en l'article 2803 del codi penal, que sota la denominació de «sodomia» l'anivellava al sexe amb animals i els catalogava conjuntament com «crims abominables i detestables contra la naturalesa». De fet, el 2009 la legislació de Palau era considerada una de les vuit més restrictives a l'Àsia oriental i el Pacífic quant a drets del col·lectiu LGBT, juntament amb les d'Indonèsia, Kiribati, Malàisia, Myanmar, Papua Nova Guinea, Salomó i Tonga.
Arran de les recomanacions dels altres països en l'Examen Periòdic Universal de l'octubre del 2011, el Govern de Palau va prometre que despenalitzaria del tot l'homosexualitat. L'abril del 2014, el president Tommy Remengesau Jr. va signar un nou codi penal, que ja no contenia la prohibició del sexe consensuat entre adults dels mateix sexe. El dit codi penal va entrar en vigor el 23 de juliol del 2014. Abans d'això, 

## Reconeixement de les parelles homosexuals
La Constitució de Palau defineix el matrimoni com la unió legal entre un home i una dona. El novembre del 2008, a través d'un referèndum nacional, es va afegir una esmena a la Constitució que prohibeix explícitament el matrimoni homosexual a Palau.
Tanmateix, al segle xxi va sorgir la idea de revocar la dita prohibició. Destacablement, el juliol del 2019, responent una pregunta sobre el tema en una conferència amb premsa, el mateix president Tommy Remengesau Jr. va assegurar que estava a favor de retirar la prohibició perquè creia en «la igualtat plena» i la considerava discriminatòria: «Que algunes persones siguin diferents no implica que hagin de ser marginades, ciutadans de segona o que no puguin contribuir a la comunitat. Així doncs, vull aclarir que no crec en aquesta esmena constitucional, que promou la discriminació. Vull que quedi registrat que dono suport als drets de tot individu, de tot palauà, de ser tractat igualitàriament... Tractem-nos amb respecte i dignitat. Això no ens serà positiu a l'escala internacional, en les Nacions Unides, perquè la tendència global és la d'obertura als drets d'aquests individus, mentre que nosaltres fem una passa enrere. […] Mentre creguin en Déu com tothom, ens podem tractar amb respecte i dignitat». Els activistes palauans van aclamar el seu discurs i el van qualificar d'un «acte molt sorprenent i progressista».

## Consideració social
Les expressions afectuoses de parelles homosexuals en públic poden resultar ofensives a altri.
En palauès, existeixen térmens derrogatoris per als hòmens homosexuals, com mengol a otaor (lit. ‘que carrega un tronc flotant’) i menga tuu (lit. ‘menjaplàtans’).
Molts gais palauans han emigrat a Guam o als Estats Units d'Amèrica pel rebuig social que encaren al seu país.

## Taula resum
| Activitat homosexual legal                                                                           | (des del 2014)                             |
| Edat de consentiment sexual igualitària (17)                                                         | (des del 2014)                             |
| Lleis antidiscriminació en l'àmbit laboral                                                           | No                                         |
| Lleis antidiscriminació en el proveïment de béns i serveis                                           | No                                         |
| Lleis antidiscriminació en els altres àmbits (incloent-hi discriminació indirecta i discursos d'odi) | No                                         |
| Matrimoni homosexual                                                                                 | (prohibit constitucionalment des del 2008) |
| Reconeixement de les parelles homosexuals                                                            | No                                         |
| Adopció de fillastres per part de parelles homosexuals                                               | No                                         |
| Adopció de parelles homosexuals                                                                      | No                                         |
| Es permet a les persones LGBT servir a l'exèrcit                                                     | No hi ha exèrcit                           |
| Dret al canvi de gènere legal                                                                        | No                                         |
| Accés a la fecundació in vitro per a lesbianes                                                       | No                                         |
| Gestació subrogada per a les parelles d'hòmens                                                       | No                                         |
| Els hòmens que tenen relacions sexuals amb hòmens poden donar sang                                   | No                                         |